# Sardonyx
Sardonyx is een variëteit kwarts. De kleur van de steen kan licht gevlamd zwart, bruin, rood en wit gestreept zijn.
Vindplaatsen zijn onder andere Brazilië, Uruguay, India en Rusland en, maar zeer zelden, in de Verenigde Staten.
Kwarts staat in de lijst van mineralen onder de nesosilicaten. 